# Utsläppshandel
Utsläppshandel är ett ekonomiskt styrmedel för att kunna möta kraven på minskade utsläpp av växthusgaser som ställts i Kyotoprotokollet, med minsta möjliga negativa påverkan på ekonomisk utveckling och sysselsättning. 
En central organisation, vanligtvis en regering eller någon av dess myndigheter, bestämmer en tillåten mängd (ett tak) för de växthusgaser som får släppas ut. Detta kallas nationella fördelningsplaner. Företag och bolag som står för utsläppen förfogar över utsläppsrätter (tilldelningar eller ransoner) under handelsperioder som varar 4-5 år. Det totala antalet utsläppsrätter motsvarar den bestämda mängden utsläpp, vilket gör att den totala mängden utsläpp begränsas till det överenskomna taket. Företag som under denna period släpper ut mindre mängd växthusgaser än sin tilldelning, kan antingen spara rätterna till nästa period eller sälja utsläppsrätterna till andra företag som förbrukat sina ransoner. Denna försäljning av rätter kallas handel med utsläppsrätter. Företag kan handla av varandra, via börser, banker eller via särskilda mäklare. I praktiken blir alltså köpare av rätter straffade för sina utsläpp, medan säljarna blir belönade för att de minskat sina utsläpp. Ju fler bolag som behöver köpa utsläppsrätter, desto högre blir priset enligt lagen om tillgång och efterfrågan, vilket innebär att det är en bra affär för företagen att minska sina utsläpp.
Det övergripande målet med utsläppshandel är att minska utsläppen av växthusgaser: i vissa fall kan taket sänkas med tiden. I andra system dras en del av rätterna tillbaka för varje transaktion som sker, vilket innebär att den tillåtna mängden utsläpp minskar varje gång handel sker. Om ett företags utsläpp överskrider antalet rätter som det förfogar över, åläggs företaget att betala en sanktionsavgift beräknad på den överskridande mängden. Inom EU är sanktionsavgiften 10 euro per ton koldioxid. 
I USA har en handel, Acid Rain Program, med utsläppsrätter för kvicksilver och svavel varit i gång under flera år. Den har stått modell för den europeiska handeln med utsläppsrätter för koldioxid, EU ETS.

## Sverige
I Sverige regleras handeln med utsläppsrätter av lagen (2020:1173) om vissa utsläpp av växthusgaser och förordningen (2020:1180) om vissa utsläpp av växthusgaser.
Naturvårdsverket är tillståndsmyndighet. Naturvårdsverket är den myndighet som planerar, utreder och prövar frågor om tilldelning av utsläppsrätter. Naturvårdsverket har också tillsynsansvaret. När det gäller flygverksamhet ska Naturvårdsverket samråda med Transportstyrelsen.
Ansökan om tilldelning får göras hos Naturvårdsverket av behörig firmatecknare.
De nationella utsläppsregistren ersattes 1 januari 2013 av ett nytt unionsregister på EU-nivå. Reglerna kring rapportering av flygutsläpp blir tydligare och omfattar inte bara EU-länder utan samtliga länder inom Europeiska ekonomiska samarbetsområdet (EES).
Det blir också tydligare att det är endast sådana utsläpp av koldioxid, dikväveoxid och perfluorkolväten (PFC:er) som är tillståndspliktiga enligt lagen om handel med utsläppsrätter som inte får omfattas av andra villkor för att begränsa utsläppen. Syftet är att utsläppen inte ska ingå i två system för begränsningar samtidigt.

## Kritik
Kritik har riktats mot systemet med utsläppsrätter. Kritikerna menar att priset på utsläppsrätter har blivit för lågt och därmed har incitamenten, för de företag som omfattas av systemet,  att minska sina utsläpp försvunnit. En av anledningen till att priset på utsläppsrätter är lågt är att en omröstning i EU under våren 2013 beslutade att inte begränsa antalet utsläppsrätter i systemet. Vidare är det oklart vilken total effekt utsläppsrätterna kommer att få på utsläppsminskningen vilket visar sig först i efterhand. 
Ibland används utsläppsrätter som instrument för klimatkompensation av de som ej omfattas av lagen om utsläppshandel. Exempelvis organisationer eller företag som vill bli klimatneutrala eller privatpersoner som vill kompensera för sina utsläpp.